# Stazione di Monsampolo del Tronto
La stazione di Monsampolo del Tronto è una fermata ferroviaria posta sulla linea Ascoli Piceno-San Benedetto del Tronto. Serve il territorio comunale di Monsampolo del Tronto.

## Storia
L'originaria fermata di Monsampolo del Tronto era posta alla progressiva chilometrica 13+430; il 10 maggio 2015 l'impianto venne dismesso e sostituito da una nuova fermata, posta 1,3 km più a sud, nei pressi della frazione Stella.